# Humboldtstraße 51 (Mönchengladbach)

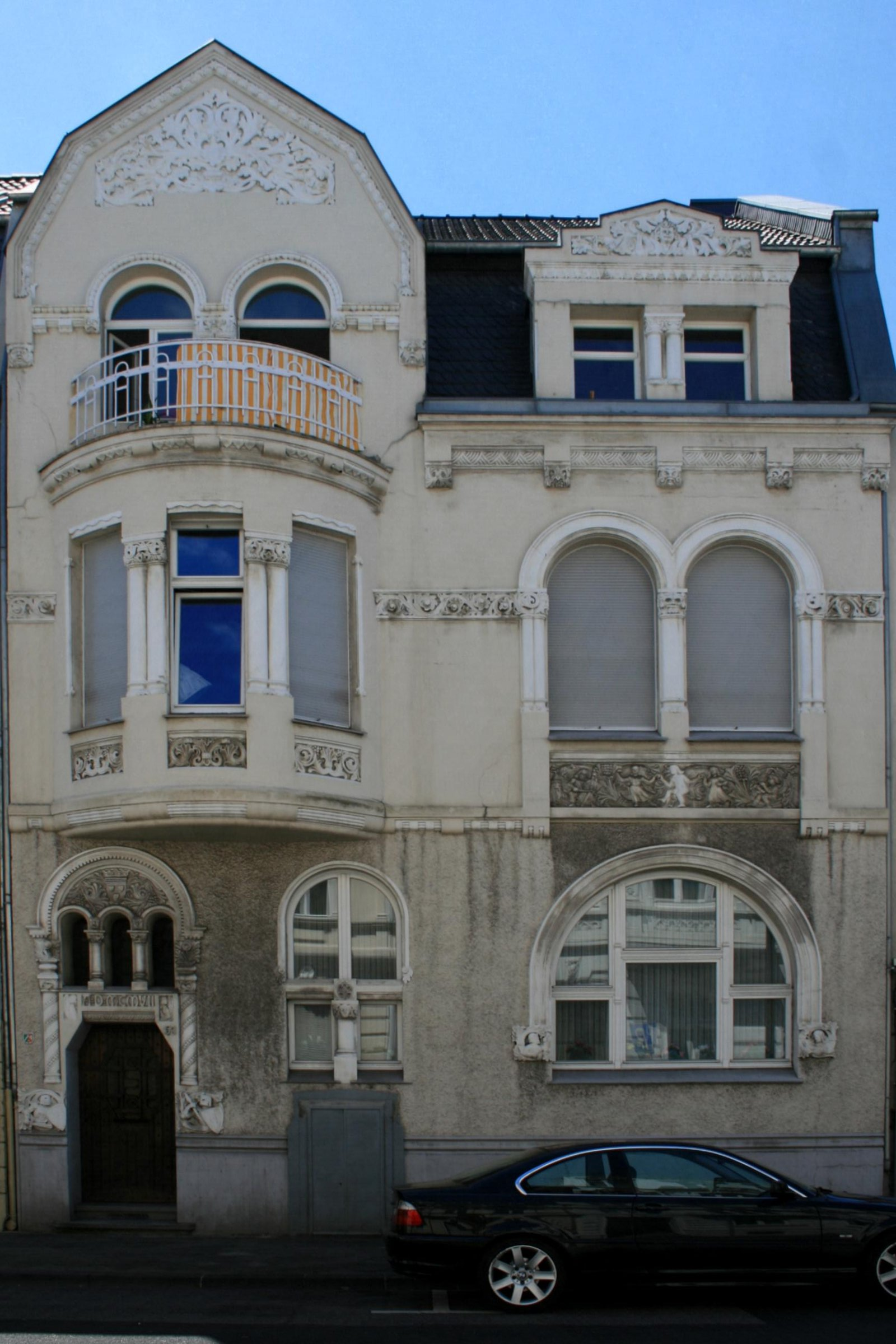
Wohnhaus (2010)

Das Wohnhaus Humboldtstraße 51 in Mönchengladbach (Nordrhein-Westfalen) ist ein 1907 erbautes Gebäude. Es wurde unter Nr. H 063  am 23. September 1992 in die Denkmalliste der Stadt Mönchengladbach eingetragen.

## Lage
Das Objekt liegt in einem um die Jahrhundertwende bebauten Wohngebiet, das die Stadterweiterung in Richtung Eicken dokumentiert.

## Architektur
Es handelt sich um ein traufständiges, zweigeschossiges, zweiachsiges Wohnhaus unter einem Mansarddach mit Erker im ersten Obergeschoss und einem Zwerchhaus in der linken Achse, sowie einer Dachgaube in der rechten Achse aus dem Jahre 1907.